# Hermann Weindorf
Hermann Weindorf (né le 31 mai 1953 à Isny im Allgäu) est un auteur-compositeur et producteur de musique allemand.

## Biographie
Hermann Weindorf est l'aîné de quatre frères et est issu d'une famille très musicienne d'Isny im Allgäu. Son père est clarinettiste dans une fanfare, et il chante très tôt des chansons en dialecte avec sa mère et se produit avec ses parents lors des soirées familiales. Ils sont à l'origine accompagnés par le chef d'orchestre de la fanfare ; celle-ci fut ensuite repris par Hermann, qui avait suivi des cours d'accordéon auprès du chef d'orchestre à l'âge de 8 ans. Weindorf possède l'oreille absolue. À 11 ans, Weindorf fonde son premier groupe, une formation de musique traditionnelle.
Weindorf obtient en 1968 l'abitur au gymnasium d'Isny im Allgäu et commence la même année, à seulement 15 ans, à étudier la musique au Conservatoire Richard-Strauss de Munich. Son instrument principal est la clarinette, ainsi que le piano, l'accordéon et la contrebasse pour ses études d'enseignement. En 1973, Weindorf termine ses études avec l'examen de professeur de musique privé et l'examen de maturité orchestrale.
Dès le début de ses études, Weindorf joue régulièrement le week-end dans un groupe de musique de bal chez lui à Isny. À 17 ans, il fonde son premier groupe de rock Because en tant que claviériste, dans lequel son frère Berthold est saxophoniste. En raison de ses études à Munich, le groupe s'installe à Munich, mais cela s'accompagne de changements de membres. Ainsi, d'autres étudiants deviennent membres de Because, comme Klaus Kosney. Lors de ses nombreux concerts à Munich, Weindorf rencontre le bassiste Hans-Herbert "Bertel" Gebhard au  Tabarin, avec qui il jouera quelques années plus tard dans le groupe Munich.
Après avoir terminé avec succès ses études, Hermann Weindorf effectue ses 16 mois de service communautaire et ensuite étudie le chant pendant deux années supplémentaires à la Hochschule für Musik und Theater München.
Depuis 1991, il dirige la chorale de l'église Saint-Frère Klaus de Munich-Waldperlach, avec laquelle il crée plusieurs de ses propres œuvres sacrées.
En 2004, Hermann Weindorf, avec son frère Berthold, l'ancien membre de Zara-Thustra-Band Maximilian Spenger et les deux ingénieurs du son Claus Üblacker et Gerhard Vates, reprennent les studios Weryton au producteur et compagnon de longue date Werner Rygol.

## Carrière
Weindorf apparaît pour la première fois en tant que musicien professionnel en 1978 avec le groupe munichois Munich. Ce groupe pop est essentiellement le successeur du groupe de Weindorf Because avec les membres Peter Bischof-Fallenstein (chant), Hans-Herbert Gebhard (basse), Klaus Kosney (guitare), Bimey Oberreit (guitare), Evert van der Wal (batterie) et Hermann Weindorf (clavier). Sur les neuf titres du premier album Munich, six sont écrits par Hermann Weindorf, soit en tant que compositeur solo, soit en tant que co-auteur. Sur le deuxième album Sideshow, sorti un an plus tard, Weindorf contribue ou est co-compositeur de 5 des 10 titres.
Il est compositeur et producteur de schlager depuis 1978. Sa première œuvre de commande, qu'il écrit sous le pseudonyme de Steve Mandy, est With The Birds de la chanteuse de schlager munichoise Conny Morin. La même année, son titre Café Au Lait (sous le nom de Hermann Weindorf, avec Michael Kunze) est publié par le girl group Silver Convention.
En 1979, Weindorf et deux membres de Munich (Hans-Herbert Gebhard et Evert van der Wal) sont le groupe d'accompagnement de Reiner Schöne sur son single Jogging.
En 1980, il fonde le groupe de fusion Oktagon avec ses deux frères Berthold et Alfons, avec qui il sort deux albums en 1982. Parallèlement, il continue de composer et de produire du schlager.
Hermann Weindorf s'étant entre-temps fait un nom en tant que claviériste, il collabore avec Eberhard Schoener sur son album Time Square en 1980. Weindorf rencontre alors le guitariste écossais Ian Bairnson, qui était déjà impliqué en tant que guitariste sur le précédent album d'Eberhard Schoener, Events. À l'automne de la même année, Hermann Weindorf est de nouveau engagé comme claviériste pour Eberhard Schoener lors de sa première Klassik-Rock-Nacht au Kronebau à Munich, retransmise en direct à la télévision dans toute l'Europe le 12 novembre 1980. Weindorf est membre du « groupe de rock » avec Gary Brooker (Procol Harum), John Giblin, BJ Wilson, Ian Bairnson et Morris Pert.
En 1981, Weindorf compose sa première musique de film pour Ach du lieber Harry. Hermann Weindorf participe en tant que claviériste au Rock Requiem de Guntram Pauli.
Au printemps 1982, Weindorf et Bairnson forment le projet studio Panarama et sortent ensemble le premier album, Can this be Paradise. Chris Rainbow, Curt Cress, Dieter Petereit et Berthold Weindorf (sous le nom de Bernie Winetown) participent à l'enregistrement de cet album.
En 1983, il est coproducteur et signe les arrangements de succès d'italo disco du groupe Righeira, Vamos a la playa.
De 1982 à 1986, Weindorf est membre du groupe Passport de Klaus Doldinger. Il est non seulement claviériste, mais aussi compositeur et chanteur de certaines pièces.
Après la dissolution d'Oktagon en 1982, il fonde le groupe néoclassique Zara-Thustra avec ses frères Alfons, Berthold et Clemens Weindorf, qui sort quatre albums et plusieurs singles avant de se séparer en 1996.
Un deuxième album du projet studio Panarama, Protection, vient en 1984, dans lequel d'anciens membres d'Oktagon sont également impliqués, tels qu'Alfons Weindorf à la batterie, Litschie Hrdlička à la basse et Wesley Plass, qui remplacr Ian Bairnson à la guitare. L'année suivante, Hermann Weindorf écrit deux titres pour Bogner Cosmetics. Ces deux morceaux sont ressortis en 1986 avec trois autres nouveaux morceaux de Panarama sur la bande originale du film Feuer und Eis de Willy Bogner. Hermann Weindorf est aux claviers de l'émission de télévision suisse Jazz in Concert. Il s'agit d'un programme spécial sur Curt Cress avec d'autres musiciens invités tels que Steve Gadd, Kurt Baebi, Ian Bairnson et Stanley Clarke.
En 1985, le groupe punk anglais The Clash réserve les studios Weryton pour enregistrer son dernier et dernier album, Cut the Crap. Sur cet album, Hermann Weindorf figure comme claviériste sous le pseudonyme de Herman (Young Wagner).
En 1989 sort son album solo Pax Domini, sur lequel il traite musicalement la mort de sa femme, décédée très jeune six ans plus tôt.
En 1991, l'album The Royal Philharmonic Orchestra - Plays Hits Of Elton John - The Ballads marque sa première collaboration en tant que chef d'orchestre avec l'orchestre de Londres, à partir duquel d'autres albums de l'orchestre avec Hermann Weindorf comme chef d'orchestre et claviériste sont enregistrés dans les années suivantes.
Il participe au Concours Eurovision de la chanson 1991 en tant que chef d'orchestre de l'Allemagne. Son plus jeune frère Alfons représente l'Allemagne à cette compétition avec son groupe Atlantis 2000. Hermann Weindorf dirige à nouveau l'orchestre pour l'Autriche en 1994, toujours pour une chanson de son frère Alfons, interprétée par Petra Frey. Herman Weindorf monte une dernière fois sur le podium du chef d'orchestre au Concours Eurovision de la chanson 1995. Le groupe Stone & Stone représente l'Allemagne avec le titre Verliebt in Dich, qu'il arrange pour l'occasion.
En 2004, Hermann Weindorf produit le groupe De Randfichten et sa chanson Lebt denn der alte Holzmichl noch? qui est disque d'or en Allemagne. En 2012, un litige éclate à propos de cette chanson, car Weindorf estime que son honneur professionnel fut violé et poursuit en justice pour obtenir la reconnaissance officielle en tant que producteur artistique. Il exige également sa part de réussite financière. L'affaire est entendue devant le Landgericht  de Munich I et aboutit à un règlement.